# Calama, Chile
Calama este un oraș și comună în deșertul Atacama din nordul Chile. Este reședința provinciei El Loa, parte din Regiunea Antofagasta.

## Geografia
Calama conține două entități distincte: deșert și Munții Anzi. Între 2.000 și 3.000 m, clima rece deșertică este caracterizată prin precipitații anuale care nu depășesc 75 milimetri. Temperatura medie este de 11,2 °C pe tot parcursul anului (cu modificări drastice între maxime zilnice de peste 20 °C sub zero în timpul iernii și limitele maxime de peste 30 °C  în timpul verii).
Comuna cuprinde, de asemenea, comunitățile Quechuas Estación de San Pedro, Toconce și Cupo și comunitățile Lickan-antay de Taira, Conchi Viejo, Lasana, San Francisco de Chiu Chiu, Aiquina-Turi, și Caspana.
La o altitudine de 2400 m, Calama este poarta de acces la minunile geologice și arheologice din marele deșert chilian central. Unele dintre aceste locuri de interes includ: orașul Chuquicamata, satul San Pedro de Atacama, Valle de la Luna (Valea Lunii), Vulcanul Licancabur, Muzeul Arheologic R.P. Gustavo Le Paige, Los Flamencos National Reserve, Aguas Calientes salt flat, laguna Tuyajto, El Tatio Geysers, satul Chiu-Chiu.
În 2003, în apropiere de orașul Chuquicamata, una dintre cele mai mari gropi miniere de cupru din lume, a fost închisă, parțial din motive de mediu, și parțial din cauza apariției de expansiune a minei. Locuitorii din Chuquicamata s-au mutat la Calama.

### Particularitate
Calama este orașul cu cele mai puține precipitații din lume.

## Istoria

### Perioada prehispanică
Dovezi exacte legate de istoria Calama există, inclusiv petroglife și peșterile din Yalquincha (N-E orașului), "chullpas de Topáter" (cimitire pre-columbiane la est de oraș), mumii de cupru, și alte rămâșițe în Chuquicamata.
La intersecția del Camino Inca (cel longitudinal), precum și rutele care au trecut de coasta Altiplano, Calama a devenit adăpostul principal al Despoblado de Atacama.  Terenurilor lor extinse pentru porumb și lucernă sunt mărturie a marii capacități de a aprovizionare cu alimente a trupelor de Chasquis și posibilitatea de a da tribut incașilor. De fapt, atunci când Diego de Almagro, revenind de la Cuzco, trecând prin adăpostul Calama, localnicii i-au dat potcoave de cupru, care au fost realizate folosind o tehnică misterioasă incașă folosită de orașele cucerite de incași. Știința unei astfel de tehnici încă nu a fost explicată, dar prezența potcoavelor sugerează influența puternică incașă în vremurile prehispanice.

### Perioada colonială
Colonizarea spaniolă a cauzat în mod evident, unele modificări; cu toate acestea, climatul ostil a împiedicat stabilirea unui control mai mare. Aceste modificări au influențat controlul rutelor comerciale care au trecut prin deșert și legăturile către portul Cobija cu depozitele de argint Potosí și fermele de bovine din Salta și Tucumán. În acest sens, a continuat Calama ca punct principal de aprovizionare pentru rutele comerciale. În secolul al XVIII-lea, cu reformele Bourbon, Calama a depins direct de "Intendencia de Potosí".

### Perioada boliviană
După Declarația de Independență a Boliviei (06 august 1825), precum și după schimbările graduale în administrarea teritoriului, Calama a rămas sub conducerea "Departamento de Litoral" (1829), subdivizat în "Provincia de Lamar y la Provincia de Atacama" (Cobija fiind departamentul de capitală). Calama a fost un important oraș din provincia Atacama, prin care a călătorit poșta săptămânal între Cobija și Salta-Potosí, din 1832. În 1840, capitala provinciei a fost transferată de la Chiuchiu la Calama.
Conflictele de frontieră între Chile și Bolivia nu au ajuns la Calama sau provincia Atacama. Litigiul a fost concentrat în preria centrală și în coastă, unde au început să descopere bogate depozite de argint, salpetru, și guano.  Ambiguitate care a condus la conflicte de frontieră a fost posesia câmpiei centrale și coasta Atacama. Atmosfera a devenit tensionată, când trupele din Chile, sub comanda colonelului Emilio Sotomayor Baeza, au invadat portul Antofagasta în dimineața zilei de 14 februarie 1879. Mai târziu, Bolivia a declarat război statului Chile la 1 martie.

### Perioada rebublicii chiliene
Din acea zi, schimbările în administrație au fost profunde. În 1886, Calama a fost ales pentru o stație de cale ferată a Căii Ferate Antofagasta-Bolivia, care a accelerat în continuare schimbul de mărfuri prin Calama.

## Galerie

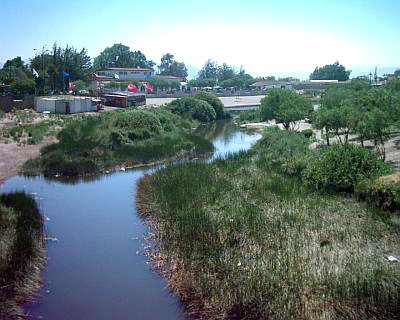
Râul Loa
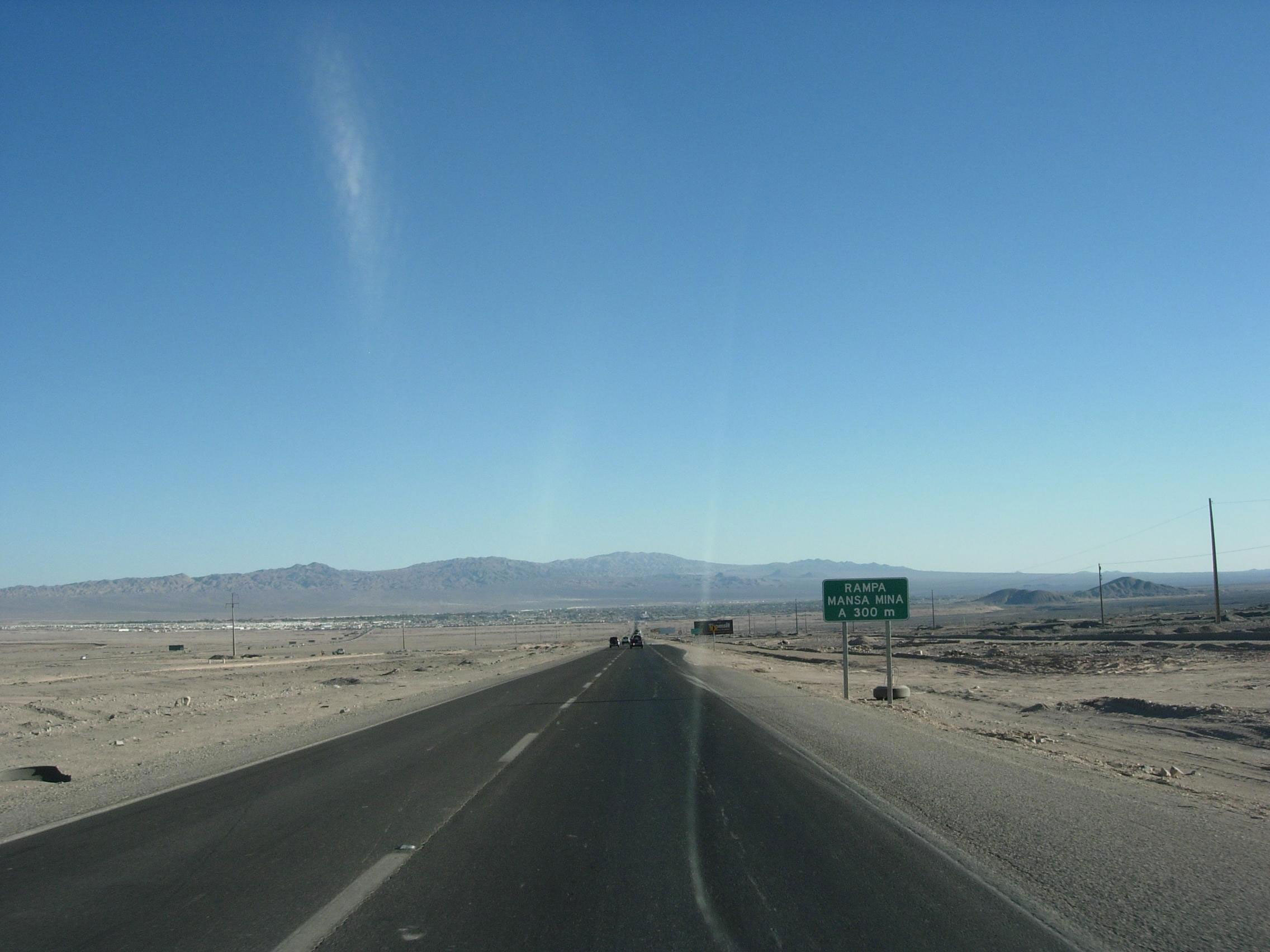
Calama, drumul spre mină
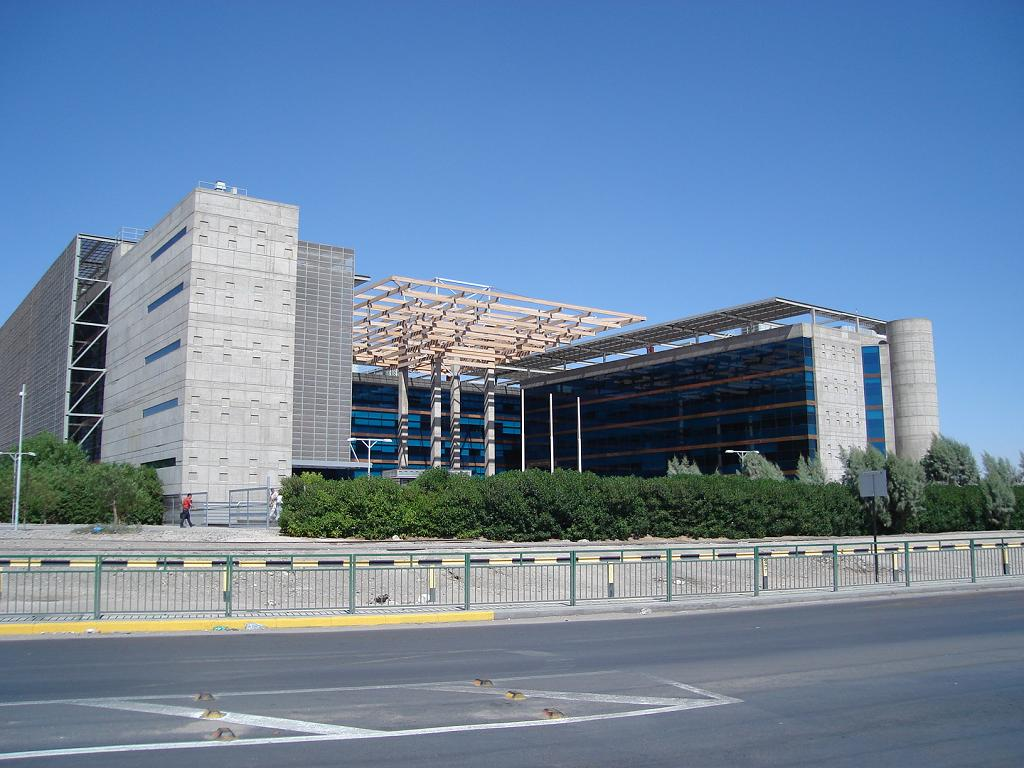
Clădirea Codelco Norte